# Portmarnock
Portmarnock (irisch Port Mearnóg) ist eine 15 km nordöstlich von Dublin gelegene Stadt im County Fingal in Irland. Bei der Volkszählung von 2022 hatte Portmarnock 10.750 Einwohner. Sein Bahnhof liegt auf der Strecke Dublin–Belfast und wird von einigen Fernzügen (zwischen Dundalk und Dublin) sowie vom S-Bahn-ähnlichen DART bedient.
Bekannt ist die Stadt für ihren historischen Golfclub und für den benachbarten, vom deutschen Golfspieler Bernhard Langer angelegten Golfplatz, der dem Portmarnock Hotel & Golf Links gehört. Beide Golfplätze liegen auf der gleichen Nehrung wie der beliebte 4 km lange Velvet Strand ("Samtstrand"). Am nördlichen Ende des Strandes steht ein für die irische Ostküste typischer Martello-Turm, der heute als Wohnung benutzt wird.